# Lepus europaeus
La lepre comune o lepre europea (Lepus europaeus Pallas, 1778) è un mammifero lagomorfo appartenente alla famiglia dei Leporidi e originario dell'Europa e dell'Asia.

## Descrizione

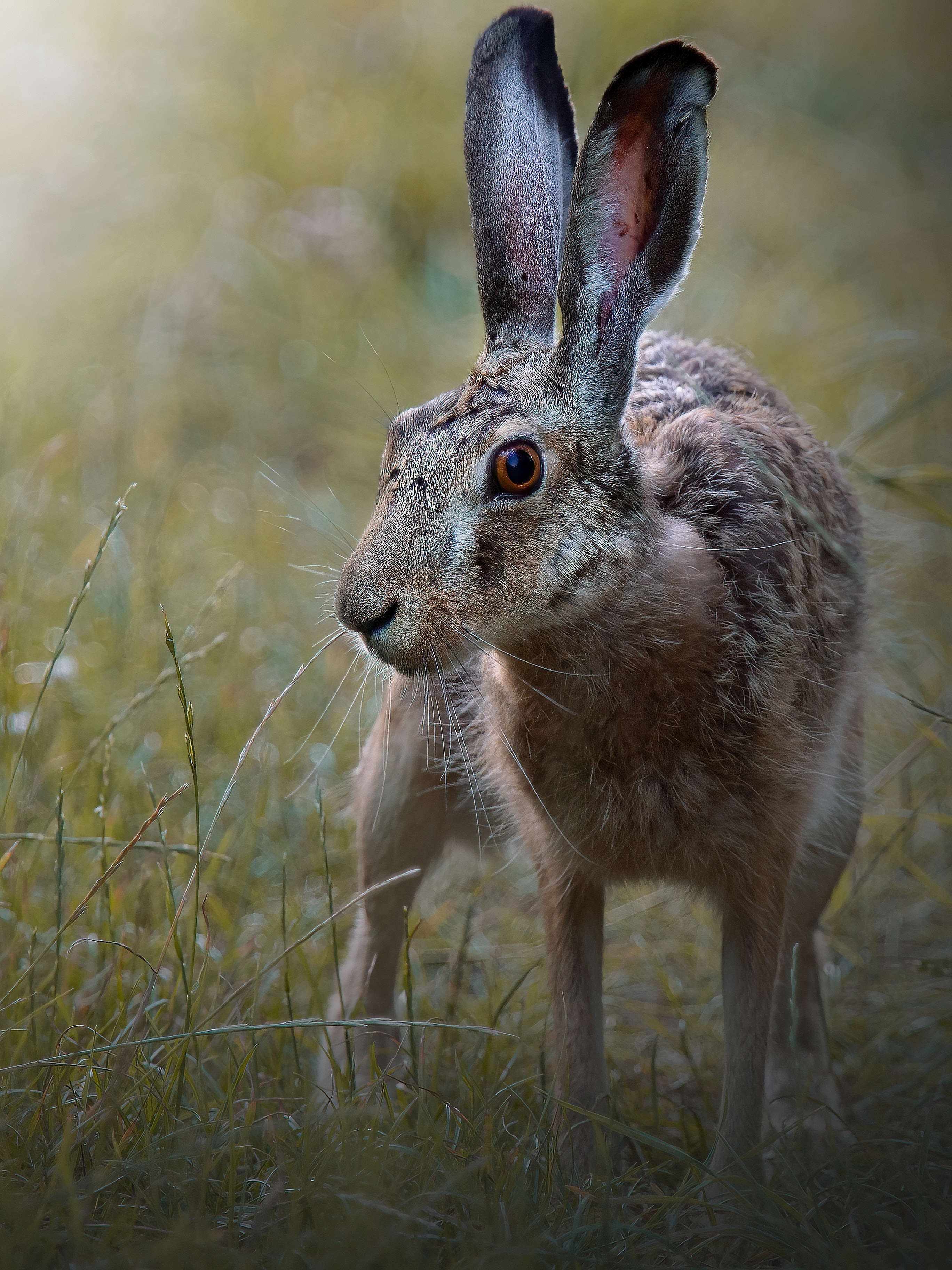
Il muso della lepre, caratterizzato dalle lunghe vibrisse, gli occhi grandi e le orecchie mobili.

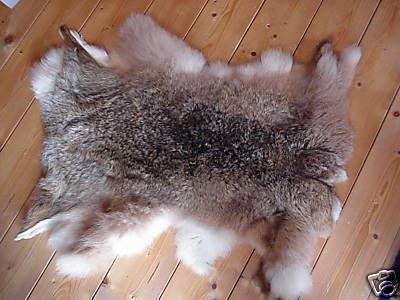
Una pelle di lepre con le tipiche brizzolature nere sul dorso.

### Dimensioni
Il corpo della lepre ha una lunghezza che varia tra i 40 e 70 cm (oltre a circa 8 cm di coda), e un peso che si attesta tra 1,5 e 5 kg: tali misure ne fanno il leporide vivente di maggiori dimensioni.

### Aspetto
È un animale dalla forma piuttosto slanciata, con arti posteriori più lunghi di quelli anteriori, particolarità che, insieme al potente retrotreno, gli conferisce la velocità e l'abilità di un grande corridore e saltatore. Il muso è caratterizzato da due grandi occhi gialli e lunghe vibrisse bianche. Gli occhi sono posti ai lati del capo e questa posizione consente all'animale di avere un campo visivo molto ampio, una visione di quasi 360° gradi anche se la sua vista è modesta. Il senso dell'udito è invece particolarmente sviluppato: la mobilità degli ampi padiglioni auricolari gli permette di percepire e localizzare rumori anche minimi.
Il pelo ha una colorazione fulva che va dal giallo-bruno al grigio-bruno sul dorso, mentre il ventre è sempre bianco-grigiastro. Le orecchie gigantesche (sono lunghe circa 15 cm) hanno la punta nera, mentre la coda a fiocco è bianca con un pennacchio nero all'estremità. Sulla testa sono assenti le caratteristiche brizzolature nere che abbondano invece sul dorso, mentre attorno agli occhi è presente un cerchio bruno. D'inverno la colorazione del pelo tende ad assumere tonalità più vicine al grigio. Come tutti i lagomorfi i piedi non hanno cuscinetti.
I tratti anatomici delle lepri sono molto simili a quelli dei conigli: entrambe le specie riflettono il loro bisogno di avvertire con estremo anticipo il pericolo ed essere in grado di sfuggire ai possibili predatori. Conigli e lepri hanno una coda piccola e sferica e anche peli sulle piante dei piedi che permettono agli stessi di migliorare la propria presa durante la corsa. Tutte e due le specie hanno delle grandi narici con un'apertura di tipo longitudinale che può chiudersi completamente. In alcune specie le femmine sono più grandi dei maschi. I lagomorfi (ossia le lepri, i conigli e i pica) hanno incisivi molto sviluppati e in continua crescita e dietro questi ultimi si trova una seconda fila di incisivi più piccoli dei primi. Nei lagomorfi la pulizia del mantello è un aspetto importantissimo nella loro quotidianità ed è un gesto non reciproco; infatti la grande flessibilità del loro collo consente loro con una rotazione di circa 180° di raggiungere la pelliccia sul dorso e pulirla in totale autonomia.

## Biologia
La lepre è un animale dalle abitudini crepuscolari e notturne; può però essere osservata anche di giorno, sia pure piuttosto di rado e nei luoghi poco disturbati o in giorni particolarmente nuvolosi. A differenza dei conigli, la lepre non scava tane in profondità, ma si rifugia in anfratti naturali o in buche superficiali del terreno, profonde al massimo una ventina di centimetri. In queste buche si accoccola mimetizzandosi perfettamente col terreno circostante, grazie al mantello altamente mimetico.

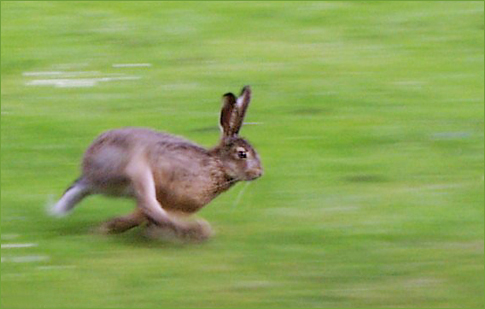
Una lepre durante la corsa: su percorsi rettilinei, questi animali raggiungono i 60 km/h.

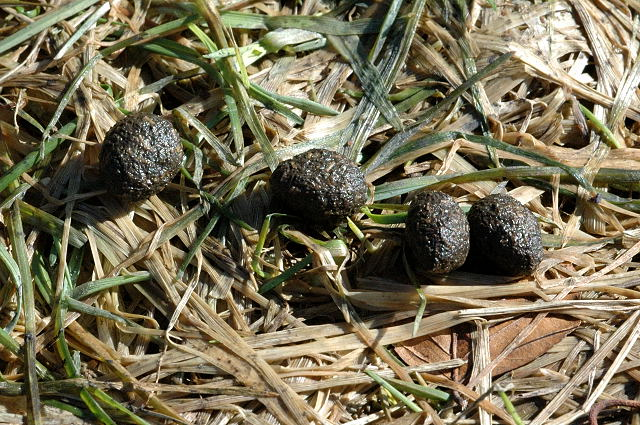
Escrementi di lepre: come tutti i lagomorfi, questi animali hanno una doppia digestione del cibo.

È un animale molto timido e cauto dai sensi assai sviluppati. Quando si accorge di essere in pericolo, non scappa immediatamente (rischiando di attrarre l'attenzione), bensì tende a congelare i propri movimenti e a rimanere perfettamente immobile nell'intento di mimetizzarsi con l'ambiente circostante. Se necessario, esce allo scoperto con un balzo (fino a 1,5 m in altezza e 2,5 m in lunghezza) e inizia una fuga che spesso avviene in direzione zigzagante per confondere le idee all'assalitore e disperdere le tracce. Durante la corsa può raggiungere i 60 km orari.

### Alimentazione
Ha una dieta esclusivamente erbivora. In estate comprende piante erbacee, frutti, e funghi; in inverno erbe secche e cortecce di alberi e arbusti. Come tutti i lagomorfi, la lepre comune ha una doppia digestione del cibo, atta a estrarre il maggior quantitativo possibile di energia da una dieta erbivora. Dopo aver ingerito il cibo lo espelle sotto forma di feci molli, di colore verdastro e consistenza gelatinosa, che vengono nuovamente ingerite e ridigerite, per poi venire espulse come feci dure, di colore scuro.

### Riproduzione
La stagione riproduttiva cade solitamente in primavera: durante questo periodo i maschi si raggruppano attorno alle femmine in estro, ingaggiando combattimenti per arrogarsi il diritto ad accoppiarsi per primi con esse. Tali combattimenti consistono in violenti colpi sferrati sia con le zampe anteriori che con quelle posteriori, oltre che in morsi e balzi spettacolari: durante questo periodo i maschi sono talmente presi dalla foga amorosa che divengono assai meno cauti del solito, costituendo perciò una facile preda per gli animali carnivori. Tale comportamento è all'origine del detto anglosassone "mad as a March hare" ("pazzo come una lepre a marzo"); lo stesso personaggio della Lepre Marzolina, presente nel libro Alice nel Paese delle Meraviglie, è ispirato alle lepri in fregola.

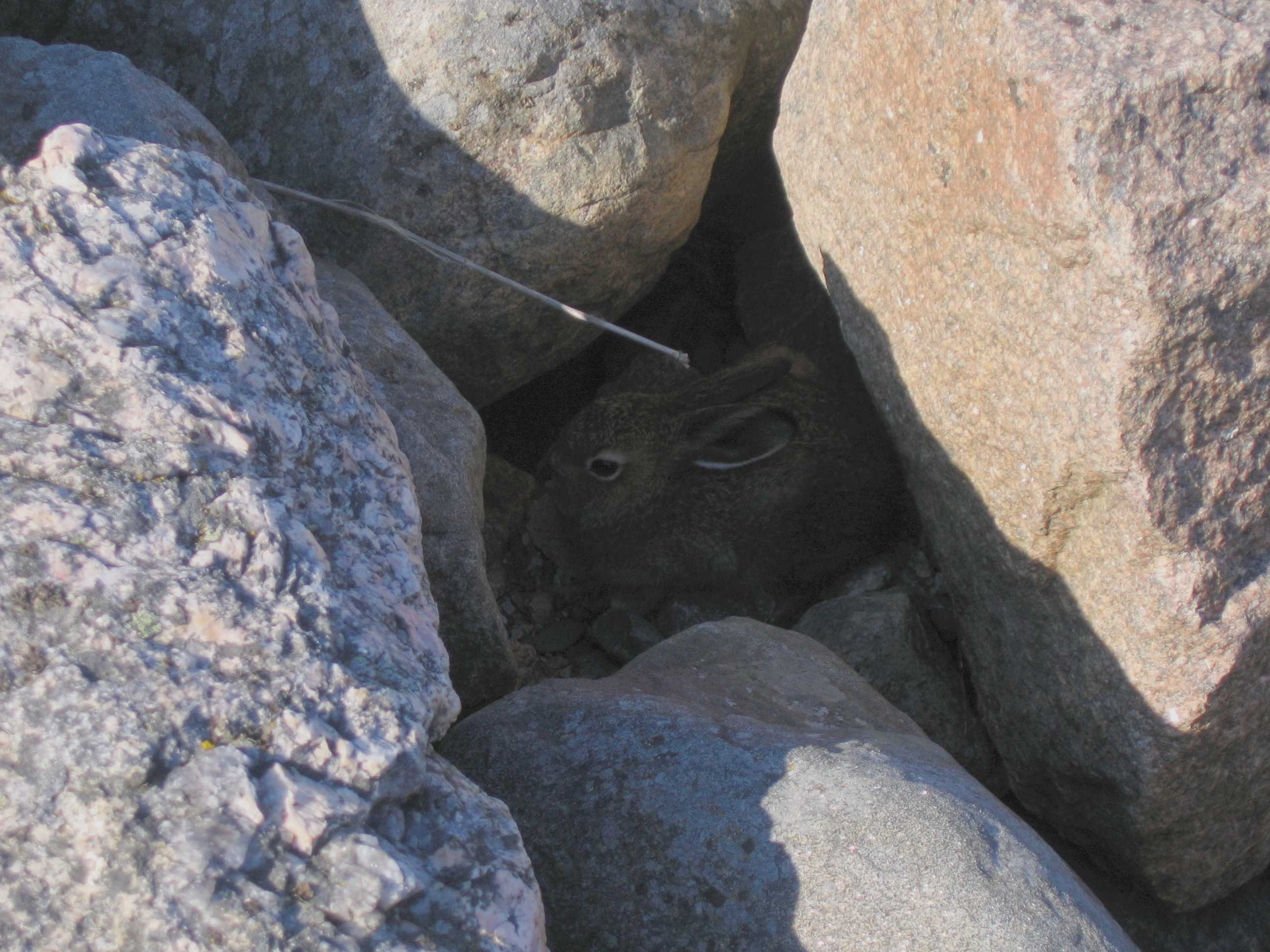
Un leprotto nascosto fra le rocce, dove si mimetizza egregiamente.

L'accoppiamento è assai promiscuo: ciascun maschio, infatti, tende ad accoppiarsi col maggior numero di femmine possibile, servendosi anche della forza; d'altro canto, ciascuna femmina viene montata da numerosi maschi.
Durante l'arco dell'anno una femmina può portare a termine fino a tre gravidanze, a seconda della disponibilità di cibo; dopo una gestazione di 6 settimane nascono generalmente da 1 a 6 piccoli. Può essere interessante ricordare che nel caso della Lepre, a differenza del coniglio, i piccoli appena nati hanno già gli occhi aperti e il corpo ricoperto da peli, e già a partire da qualche ora dopo la nascita sono in grado di muoversi agilmente. Tuttavia, essi passano la maggior parte del tempo nascosti singolarmente in luoghi diversi siti nei pressi del rifugio materno, con la femmina che torna da loro solo per la poppata: dopo lo svezzamento, che avviene attorno al mese di vita, i cuccioli si allontanano definitivamente dalla madre, tuttavia non possono dirsi sessualmente maturi sino all'anno d'età. Un'altra particolarità consiste nel fatto che la femmina può essere fecondata nuovamente prima ancora di avere partorito (superfetazione).

### Predatori
Grazie alla sua velocità, la lepre deve temere solo pochi predatori; tra di essi, l'aquila reale, la lince, il lupo, la martora, l'astore e, soprattutto, la volpe.
È un animale cacciabile ai sensi della legge 157/92.

## Sottospecie
- Lepus europaeus caspicus
- Lepus europaeus connori
- Lepus europaeus creticus
- Lepus europaeus cyprius
- Lepus europaeus cyrensis

- Lepus europaeus europaeus
- Lepus europaeus hybridus
- Lepus europaeus judeae
- Lepus europaeus karpathorum
- Lepus europaeus medius

- Lepus europaeus occidentalis
- Lepus europaeus parnassius
- Lepus europaeus ponticus
- Lepus europaeus rhodius
- Lepus europaeus syriacus
- Lepus europaeus transsylvanicus

## Distribuzione

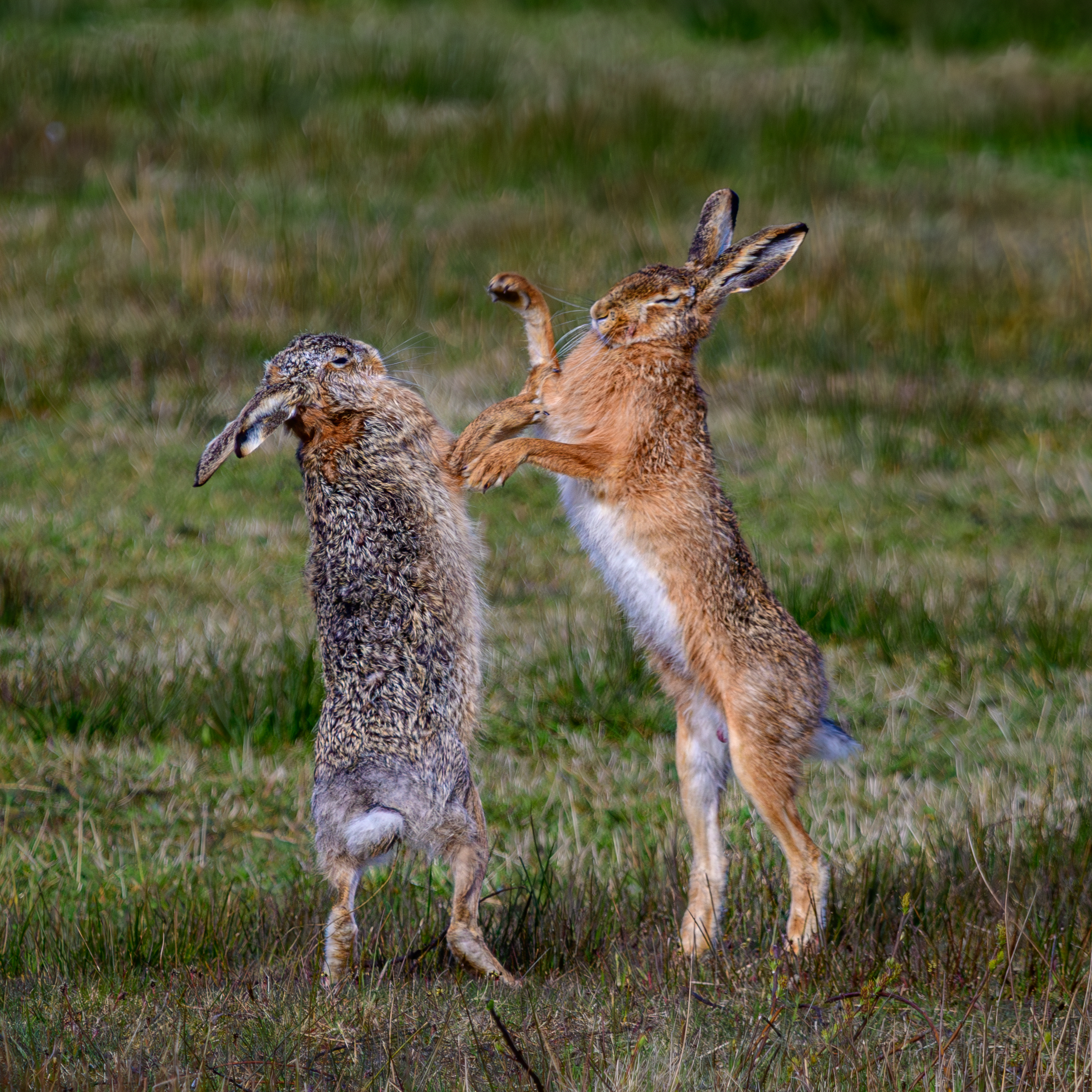
Combattimento tra lepri.

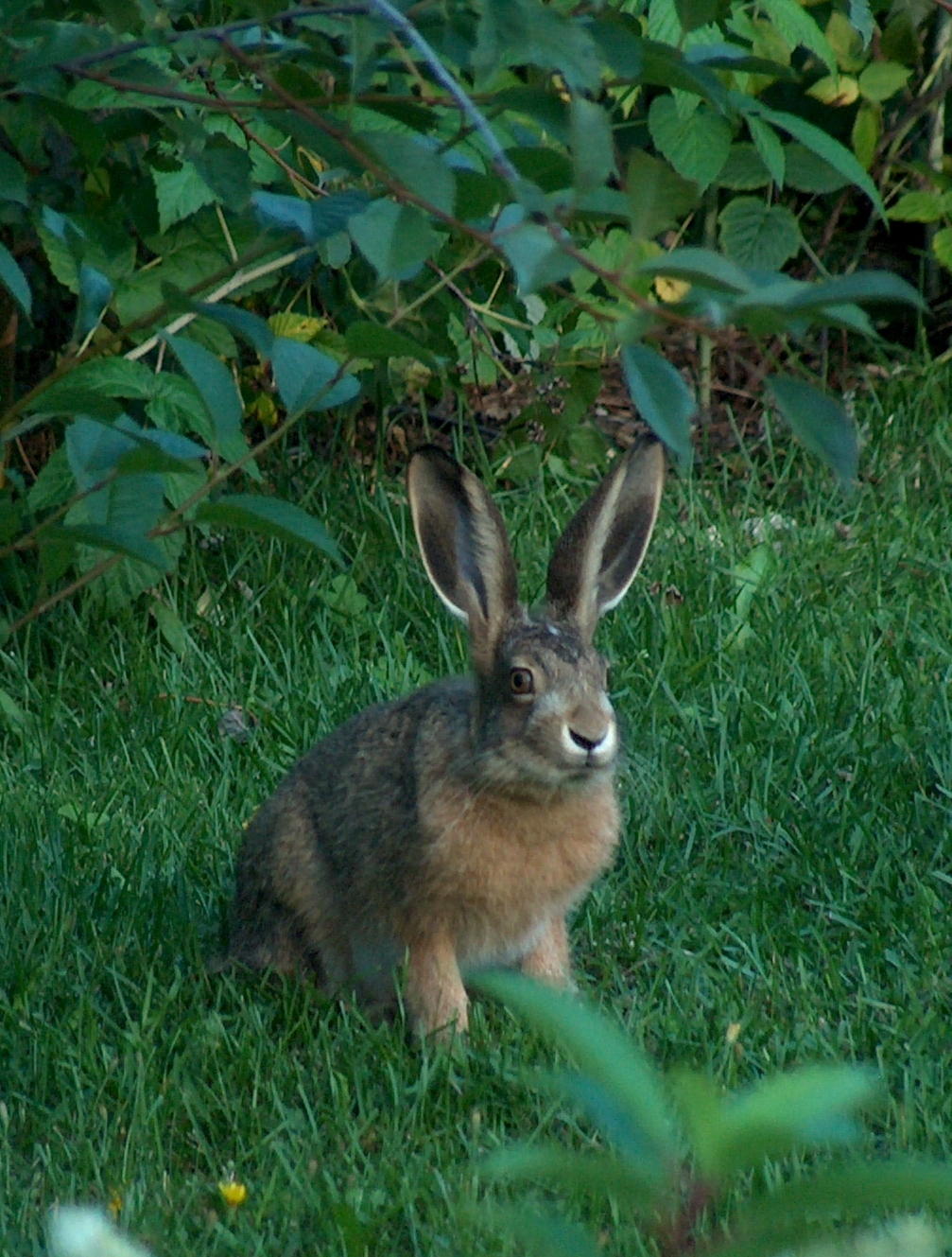
Una lepre in Finlandia. A quest'animale lo scrittore finlandese Arto Paasilinna ha dedicato nel 1975 il suo più celebre romanzo, L'anno della lepre, poi trasposto anche in film.

L'areale naturale occupato dalla specie si estende su quasi tutta l'Europa (incluse Gran Bretagna e Irlanda, ma a eccezione di alcune zone dell'Italia centro-meridionale e della Corsica, dove vivono Lepus corsicanus e Lepus capensis mediterraneus, quest'ultima nella sola Sardegna) fino al Medio Oriente e all'Asia centrale. Le lepri sono state tuttavia introdotte con successo dall'uomo in numerose parti del mondo, dove si sono naturalizzate: attualmente se ne possono trovare in America settentrionale (zona dei Grandi Laghi, New England), centrale (Messico) e meridionale (Argentina e Cile), oltre che in Australia e Nuova Zelanda.
Pur adattandosi a una vasta gamma di habitat, questi animali prediligono le aree prative circondate da zone cespugliose dove nascondersi.